# Hoya montana
Hoya montana är en oleanderväxtart som beskrevs av Rudolf Schlechter. Hoya montana ingår i släktet Hoya och familjen oleanderväxter. Inga underarter finns listade i Catalogue of Life.